# Garriston
Garriston is een civil parish in het bestuurlijke gebied Richmondshire, in het Engelse graafschap North Yorkshire met 22 inwoners.